# Erza Muqoli

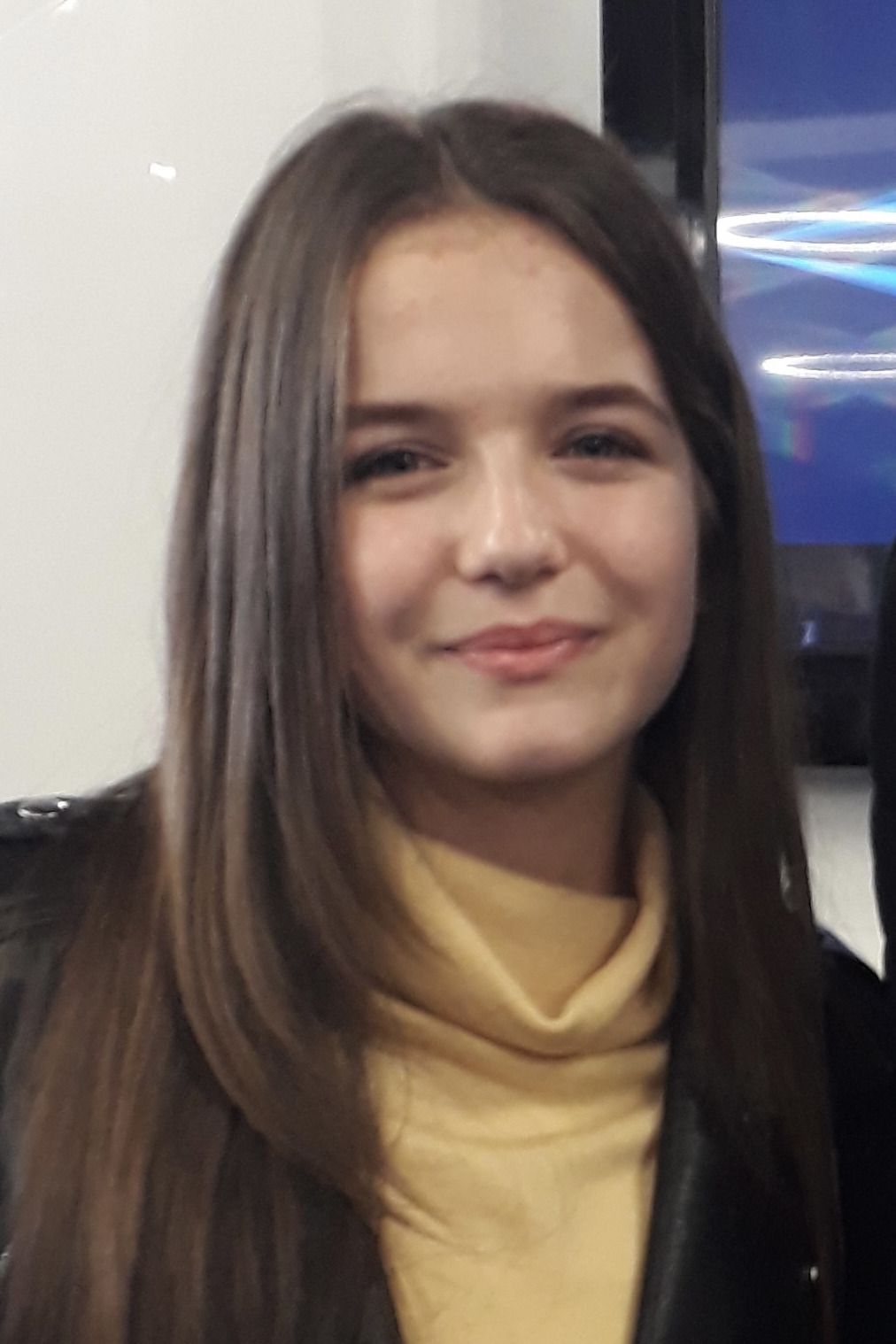
Erza Muqoli, 2019

Erza Muqoli (* 21. September 2005 in Saargemünd, Mosel) ist eine französische Sängerin.

## Karriere
Erza Muqoli nahm an der Casting-Show La France a un Incroyable Talent teil. Bei der Vorrunde coverte sie den Song Papaoutai und begleitete sich dabei selbst auf dem Klavier. Im Halbfinale sang sie den Song Éblouie par la nuit. Sie schaffte es bis ins Finale und erreichte mit dem Song La Vie en rose den dritten Platz.
2015 wurde sie ausgewählt um bei dem französischen UNICEF Projekt Kids United mitzumachen. Kids United war ein UNICEF Projekt, bei dem fünf bis sechs Kinder zusammen verschiedenste Lieder von bekannten Musikern wie Michael Jackson, Beyoncé, Zaz und etc. sangen. 2018 trat Erza mit drei                                                      weiteren Mitgliedern aus den Kids United aus.
2019 erschien ihr Debütalbum Erza Muqoli. Das ganze Album wurde von dem Sänger und Songwriter Vianney geschrieben.

## Diskografie

### Alben
| Erscheinungsjahr | Albumtitel  |
| ---------------- | ----------- |
| 2020             | Erza Muqoli |

### Singles
| Erscheinungsjahr | Liedtitel            |
| ---------------- | -------------------- |
| 2019             | Je chanterai         |
| 2020             | Les enfants du monde |
| 2021             | Blue                 |